# Крамер, Марита
Сара Марита Крамер (нем. Sara Marita Kramer; род. 25 октября 2001, Апелдорн, Гелдерланд) — австрийская прыгунья с трамплина, чемпионка мира.

## Карьера
Родившись в Нидерландах, она переехала со своей семьей в Зальцбург. Её сестра Фемке занимается в этом городе биатлоном .
Марита Крамер дебютировала на международной арене в 2015 году на Кубке Альпов. Она приняла участие на первом для себя этапе Кубк мира в феврале 2017, заняв 29 место и набрав при этом первые очки.
На чемпионате мира среди юниоров 2019 завоевала бронзовую медаль в командном первенстве. Во время чемпионата мира 2020 года в Обервизентале она выиграла индивидуальный титул, а также два командных (женский и смешанный). Сезон 2019—2020 годов также прорывным, о чём свидетельствует первая победа на Кубке мира на трамплине в Саппоро.
Сезон 2020—2021 она начала со второй для себя победы, одержанной на трамплине в Рамзау. На этом турнире она побила рекорд, прыгнув на — 96 метров . После еще двух побед в Титизее-Нойштадте она выиграла титул в женских командных соревнованиях на чемпионате мира 2021 года в Оберстдорфе. В составе сборной Австрии была серебряный призёр Олимпиады Даниэла Ирашко-Штольц, а также Софи Соршаг и Кьяра Хёльцль. В последнем раунде прыжок Крамер на 104 метра принёс Австрии 139,6 очков и позволил вырвать победу у сбалансированной сборной Словении, когда чемпионка мира на нормальном трамплине Эма Клинец прыгнула лишь на 95,5 метра.
На этапе Кубка мира в Чайковском одержала победу с прыжком на 146,5 метра, в итоговом зачёте сезона заняв третье место.
В сезоне 2021/22 до начала Олимпийских игр выиграла 6 из 11 этапов Кубка мира и уверенно лидировала в общем зачёте. Была вынуждена пропустить Олимпийские игры 2022 года из-за того, что не смогла в необходимые сроки добраться до Пекина после заражения коронавирусом.